# Banský Studenec
Banský Studenec es un municipio del distrito de Banská Štiavnica en la región de Banská Bystrica, Eslovaquia, con una población estimada a final del año 2024 de 461 habitantes.
Se encuentra ubicado al oeste de la región, cerca del río Hron —un afluente izquierdo del Danubio— y de la frontera con la región de Nitra.

## Demografía
| Año        | 1994 | 2004    | 2014    | 2024    |
| ---------- | ---- | ------- | ------- | ------- |
| Población  | 465  | 469     | 463     | 461     |
| Diferencia |      | +0,86 % | −1,27 % | −0,43 % |

| Año        | 2023 | 2024 |
| ---------- | ---- | ---- |
| Población  | 461  | 461  |
| Diferencia |      | +0 % |